# Semimetall Weyl

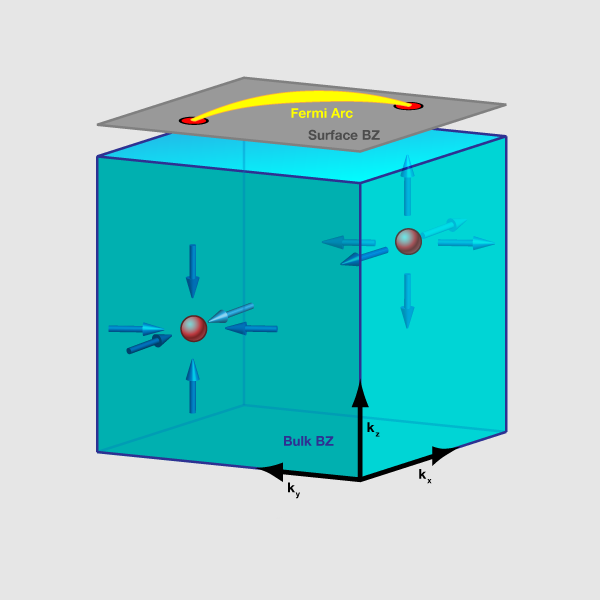
Un esquema de l'estat semimetall de Weyl, que inclou els nodes de Weyl i els arcs de Fermi. Els nodes de Weyl són monopolis i antimonopols de l'espai d'impuls. El croquis està adaptat de la Ref.

Els fermions de Weyl són fermions quirals sense massa que encarnen el concepte matemàtic d'un espinor de Weyl. Els espinors de Weyl, al seu torn, tenen un paper important en la teoria quàntica de camps i el model estàndard, on són un element bàsic per als fermions en la teoria quàntica de camps. Els espinors de Weyl són una solució de l'equació de Dirac derivada per Hermann Weyl, anomenada equació de Weyl. Per exemple, la meitat d'un fermió de Dirac carregat d'una quiralitat definida és un fermió de Weyl.

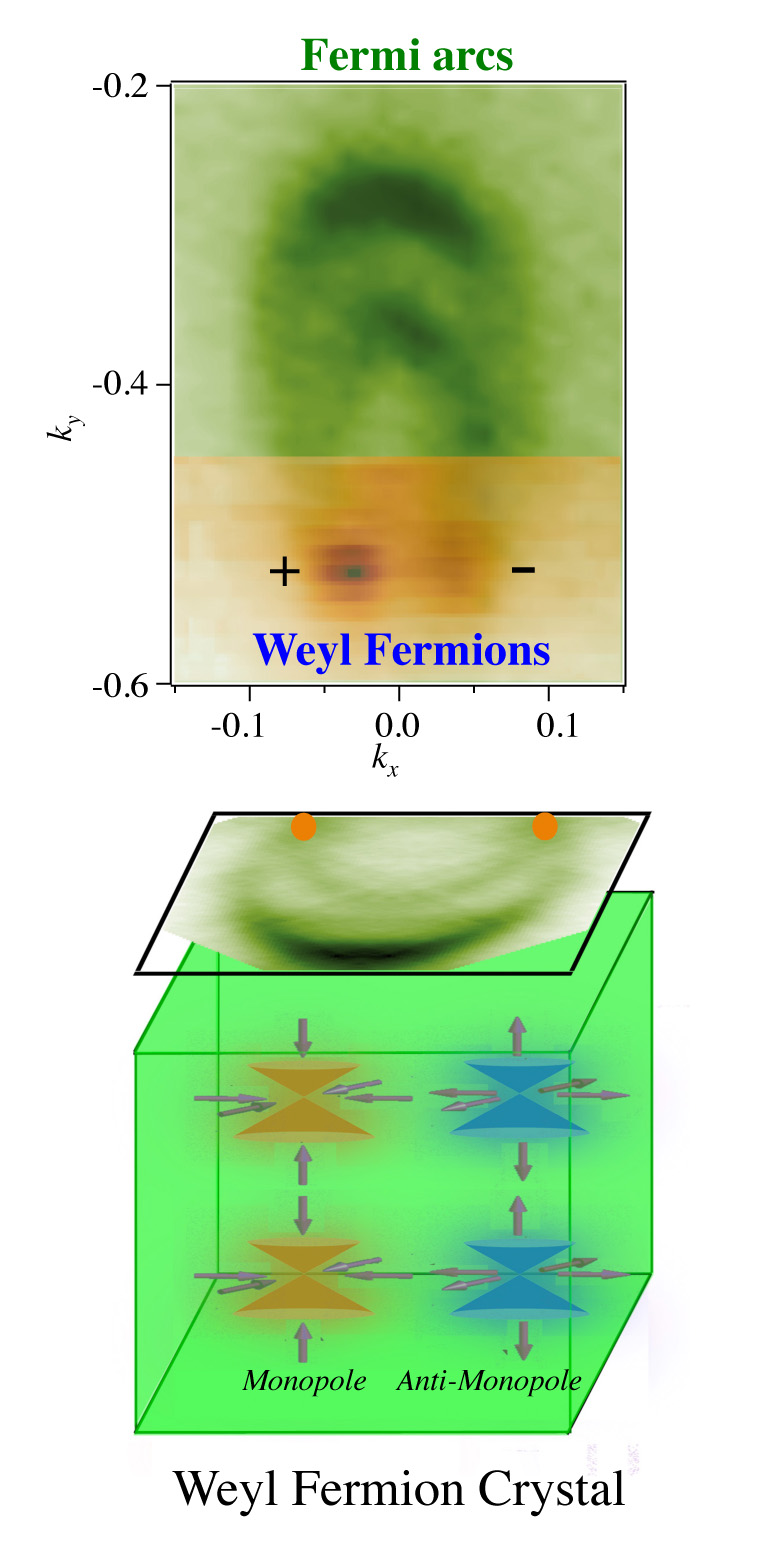
Una imatge del detector (a dalt) indica l'existència dels nodes de fermions de Weyl i els arcs de Fermi. Els signes més i menys indiquen la quiralitat de la partícula. Un esquema (a la part inferior) mostra com els fermions de Weyl dins d'un cristall es poden pensar com a monopolis i antimonopols en l'espai del moment. (Art de la imatge de Su-Yang Xu i M. Zahid Hasan)

Els fermions de Weyl es poden realitzar com a quasipartícules emergents en un sistema de matèria condensada de baixa energia. Aquesta predicció va ser proposada per primera vegada per Conyers Herring el 1937, en el context d'estructures de bandes electròniques de sistemes d'estat sòlid com els cristalls electrònics. Els materials topològics als voltants de la transició d'inversió de bandes es van convertir en un objectiu principal a la recerca d'encreuaments de bandes electròniques a granel protegides topològicament.
El primer estat líquid (no electrònic) que es suggereix, té una excitació igualment emergent però neutra i teòricament interpreta l'anomalia quiral del superfluid ja que l'observació dels punts de Fermi es troba en la fase superfluida d'heli 3 A. L'arseniur de tàntal cristal·lí (TaAs) és el primer semimetall de fermió de Weyl topològic descobert que presenta arcs de Fermi de superfície topològica on el fermió de Weyl es carrega elèctricament al llarg de la línia de suggeriment original de Herring. Un fermió de Weyl electrònic no només està carregat, sinó que és estable a temperatura ambient on no es coneix aquest estat superfluid o líquid.

## Aplicacions
Els fermions de Weyl a la massa i els arcs de Fermi a les superfícies dels semimetalls de Weyl són d'interès en la física i la tecnologia dels materials. L'alta mobilitat dels fermions de Weyl carregats pot trobar ús en electrònica i informàtica.
El 2017, un equip d'investigació de la Universitat de Tecnologia de Viena que va dur a terme un treball experimental per desenvolupar nous materials i un equip de la Universitat de Rice que va dur a terme un treball teòric, han produït material que anomenen semimetalls Weyl-Kondo.
Un grup d'investigadors internacionals liderats per un equip del Boston College va descobrir el 2019 que l'arseniur de tàntal semimetallic de Weyl ofereix la conversió intrínseca de llum en electricitat més gran de qualsevol material, més de deu vegades més gran que la que s'havia aconseguit anteriorment.